# Africell
Africell Group é uma empresa de telecomunicações que fornece voz, mensagens, dados, dinheiro móvel e outros serviços integrados de telecomunicações para mais de 15 milhões de assinantes em toda a África.
A Empresa é Americana e está sediada no Reino Unido.

## Geral
Africell foi fundada em 2001. Tem propriedade nos Estados Unidos e está sediada em Londres , Reino Unido . A empresa conta com aproximadamente 10.000 funcionários diretos e terceirizados e atualmente opera em quatro países – Gâmbia , Serra Leoa , República Democrática do Congo e Angola.
Africell é líder de mercado na Gâmbia e Serra Leoa, com aproximadamente 60% de participação de mercado nos setores de telecomunicações em cada um. Na República Democrática do Congo, a Africell tem entre 20-25% de participação de mercado nas províncias em que atua. Houve um crescimento significativo de assinantes em todos os mercados desde 2010. Em abril de 2022, a Africell tinha mais de 15 milhões de assinantes.
Africell está entre as empresas de telecomunicações móveis de mais rápido crescimento na África. O grupo está passando por uma rápida expansão devido às fortes tendências demográficas na África (em termos de idade, educação, urbanização e outros fatores), aprofundamento da penetração de telecomunicações na maioria dos países africanos e a crescente disponibilidade de smartphones acessíveis. Além de investir em operações de rede móvel e infraestrutura de telecomunicações, a estratégia da Africell passa pelo desenvolvimento de produtos e serviços de fintech, como micropagamentos, microsseguros e microfinanças que, além de ajudarem os clientes individuais, têm um efeito multiplicador crescimento económico mais amplo em África.
Em janeiro de 2021, foi anunciado que a Africell havia vencido um concurso internacional competitivo para uma licença de telecomunicações em Angola. A Africell lançou serviços em Angola em abril de 2022, o primeiro operador novo ou independente em duas décadas a fazê-lo.

## Histórico
Africell foi fundada em 2001 pelo empresário norte-americano Ziad Dalloul . Africell lançou suas primeiras operações comerciais na Gâmbia em 2001, antes de entrar em Serra Leoa em 2005 e construir uma sólida posição de liderança de mercado em ambos os países da África Ocidental. Desde então, o Africell Group expandiu-se para sul e leste, na República Democrática do Congo (2012) e Uganda (2014). A estratégia da Africell é apenas entrar em mercados em que possa “fazer uma diferença positiva” em termos de redução de preços, cobertura de mais território e melhoria da velocidade e confiabilidade da Internet.
Em 2018, foi anunciado que o grupo Africell havia garantido um empréstimo de US$ 100 milhões da International Development Finance Corporation (DFC) do governo dos EUA. O investimento substancial da DFC na Africell seguiu um rigoroso processo e reflete uma meta política do governo dos EUA de aumentar significativamente seus investimentos comerciais na África.
Em janeiro de 2021, após vencer um concurso público internacional transparente e competitivo, a Africell declarou seus planos de estabelecer uma rede móvel e iniciar operações comerciais em Angola até o final de 2021.
A Africell encerrou os serviços em Uganda em outubro de 2021, estando presente no país desde 2014.

## Operações
Africell é o provedor de rede móvel predominante na Gâmbia e Serra Leoa e está também operando na República Democrática do Congo e Angola. A atividade da Africell é dirigida a partir da sede do grupo em Londres.
| Pais                           | Data de Lançamento | Quota do Mercado |
| ------------------------------ | ------------------ | ---------------- |
| Angola                         | 2022               | 24%              |
| Gâmbia                         | 2001               | 60%              |
| Serra Leoa                     | 2005               | 60%              |
| República Democrática do Congo | 2012               | 20-25%           |

### Gâmbia
Africell iniciou operações na Gâmbia em 2001. Africell é líder de mercado no país desde 2006 em termos de número de assinantes e possui 93% de cobertura territorial. Africell oferece serviços 2G, 3G e 4G na Gâmbia e o país é o mercado operacional da Africell com a maior penetração percentual de serviços de dados. A Africell é muito respeitada na Gâmbia, tanto como provedor de rede móvel quanto como empregador significativo do setor privado, e a empresa conhecida por ter a cobertura mais ampla e a estrutura de rede da mais alta qualidade, com serviços disponíveis para quase 100% da população gambiana.

### Serra Leoa
Africell iniciou operações comerciais em Serra Leoa em 2005. A empresa ampliou ainda mais sua presença em 2009 através da aquisição da Tigo Serra Leoa. Hoje, a rede da Africell cobre mais de 92% da população. Africell é líder de mercado em Serra Leoa desde 2009, com aproximadamente 4,2 milhões de assinantes ativos e um extenso portfólio de serviços 3G e 4G. O crescimento da Africell na Serra Leoa é impulsionado pelo aumento das receitas de dados, promoções comerciais robustas com produtos de dados que representam uma parcela cada vez maior das recargas de clientes ao longo do tempo.
Durante a epidemia de Ebola que atingiu Serra Leoa e outros estados da África Ocidental entre 2014–16, Africell desempenhou um papel proeminente como parceiro do setor privado local para o governo e agências internacionais que lutavam contra o vírus no terreno, implantando seu hardware, serviços de telecomunicações, plataformas de mídia e rede de distribuição para apoiar a campanha anti-Ebola. Africell ganhou uma reputação no país como a principal empresa em termos de cumprimento de suas responsabilidades sociais corporativas. No entanto, isso criou uma atenção muito necessária na área em que operam.

### Congo-Quinxassa

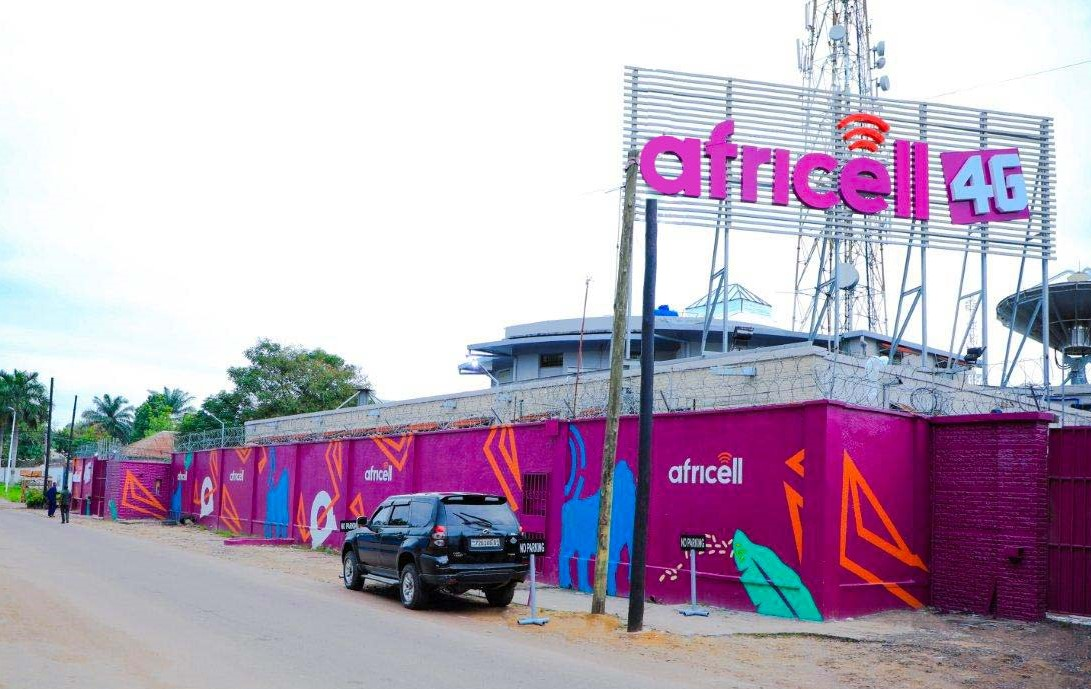
Uma loja da Africell em Quinxassa, República Democrática do Congo

Africell lançou serviços na República Democrática do Congo em 2012, desde então a empresa adquiriu mais de 4 milhões de assinantes ativos. Africell atualmente oferece cobertura 2G, 3G e 4G nas províncias metropolitanas e densamente populadas de Quinxassa, Congo Central e Alto-Catanga, e planeja expandir para novas províncias em 2021 e além.

### Uganda
Africell entrou em Uganda ao adquirir a Orange Uganda em novembro de 2014. Após a transação, a Africell dobrou seu número de assinantes ativos e, eventualmente, atendeu c. 1,1 milhão de assinantes ativos de serviços 3G e 4G. Em 2019, a Africell anunciou um programa estratégico em Uganda chamado "New Chapter", cujo objetivo era aprofundar o envolvimento da comunidade em Uganda e colocar o atendimento ao cliente no centro da identidade da marca da empresa.
A Africell encerrou os serviços em Uganda em outubro de 2021, depois de anunciar uma reorientação estratégica do Grupo para oportunidades de mercado mais impactantes e de maior crescimento na África Ocidental e Central.

### Angola

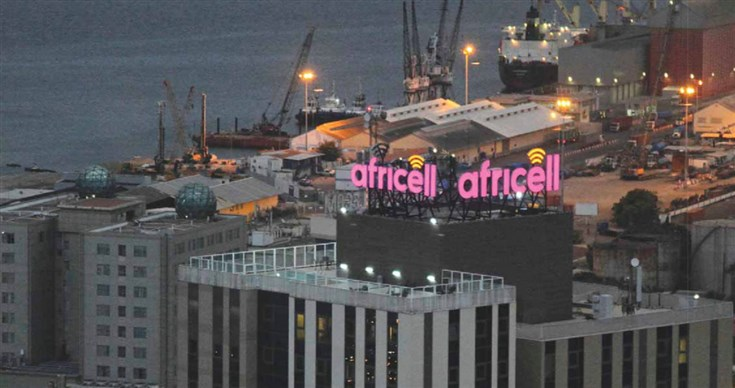
Sede da Africell em Luanda, capital de Angola e maior cento urbano.

Em janeiro de 2021, na sequência de um concurso público internacional competitivo para uma Licença de Serviço de Comunicações Unificadas em Angola, a Africell foi nomeada pelo governo angolano como vencedora. Aquando da entrega do prémio, a Africell manifestou a intenção de iniciar a actividade comercial no país em 2022, o que fez em Abril de 2022. A entrada do Grupo Africell (um experiente operador internacional privado) no sector das telecomunicações em Angola deverá ter um impacto positivo no mercado como resultado de mais concorrência, melhores preços e melhor qualidade de rede. Em julho de 2021 a Africell anunciou uma importante parceria com a Nokia, ao abrigo da qual a empresa finlandesa é o seu principal fornecedor de equipamentos de rede em Angola. A Africell está projetada para criar vários milhares de empregos locais dentro de cinco anos e ajudar a liberalizar uma economia que (alguns argumentam) tem sido historicamente inóspita ao investimento no exterior.